# Municipio de Lincoln (condado de Osceola)
El municipio de Lincoln (en inglés: Lincoln Township) es un municipio ubicado en el condado de Osceola en el estado estadounidense de Míchigan. En el año 2010 tenía una población de 1500 habitantes y una densidad poblacional de 16,32 personas por km².

## Geografía
El municipio de Lincoln se encuentra ubicado en las coordenadas 43°56′39″N 85°30′7″O / 43.94417, -85.50194. Según la Oficina del Censo de los Estados Unidos, el municipio tiene una superficie total de 91,9 km², de la cual 90,97 km² corresponden a tierra firme y (1,01 %) 0,92 km² es agua.

## Demografía
Según el censo de 2010, había 1500 personas residiendo en el municipio de Lincoln. La densidad de población era de 16,32 hab./km². De los 1500 habitantes, el municipio de Lincoln estaba compuesto por el 97,6 % blancos, el 0,53 % eran afroamericanos, el 0,33 % eran amerindios, el 0,27 % eran asiáticos, el 0,07 % eran de otras razas y el 1,2 % eran de una mezcla de razas. Del total de la población el 0,6 % eran hispanos o latinos de cualquier raza.